# Портон-Даун

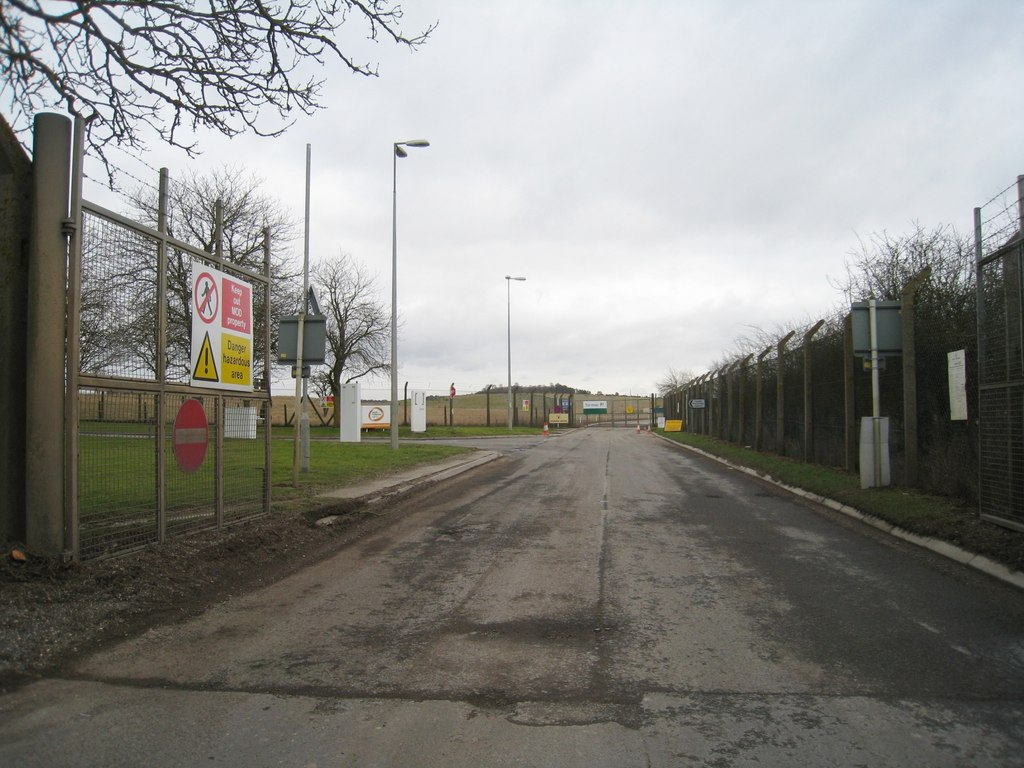
Один из въездов в засекреченную часть Портон-Дауна (исходная авторская подпись к фотографии — «Кто оставил ворота открытыми?»)

По́ртон-Да́ун (англ. Porton Down) — центр исследований химического и биологического оружия в Великобритании, расположенный к северо-востоку от села Портон, рядом с городом Солсбери в графстве Уилтшир.

## История

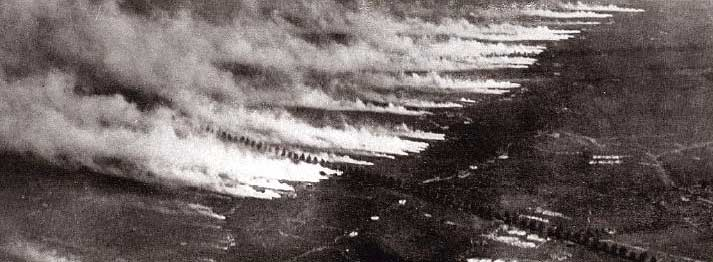
Газовая атака

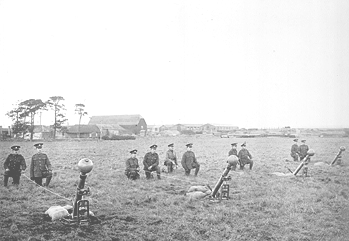
Испытания миномётов в Портон-Дауне во время Первой мировой войны

22 апреля 1915 года во время второй битвы при Ипре немцы впервые успешно применили в больших масштабах отравляющий газ — газообразный хлор. 25 сентября британцы ответили аналогичной атакой в битве при Лосе. Началась борьба воюющих государств за всё более эффективные боевые отравляющие вещества.
В январе 1916 года британское военное министерство приобрело первые 12 квадратных километров земли к югу от Солсбери, где вскоре начали работать учёные. В полевых испытаниях и в специальных газовых камерах проверялось влияние различных боевых отравляющих веществ на людей и животных. Кроме того, были осмотрены доставленные с фронта во Франции трупы и органы жертв газовых атак. К концу войны персонал Портон-Дауна составлял более чем 1000 военных и учёных, и около 500 гражданских работников.
После окончания Первой мировой войны было решено продолжить эксплуатацию исследовательского центра в Портон-Дауне. Помимо разработки различного газового оружия, включая ядовитые гранаты и дымовые шашки с адамситом, также велась работа над обычным оружием. Например, изготовлялось противотанковое оружие и был улучшен миномёт Стокса. Кроме того, в Портон-Дауне был разработан процесс целенаправленного распыления иприта с самолётов на высоте до 4500 метров.
В 1930 году Великобритания ратифицировала Женевский протокол 1925 года с оговорками, которые разрешали применение боевых отравляющих веществ в качестве ответной меры. К 1938 году международная обстановка была такова, что кабинет министров санкционировал проведение исследований и разработок в области наступательных боевых отравляющих веществ и производство запасов химических боевых агентов для военных целей.
В 1940 году исследования были расширены, теперь работали и с биологическими боевыми веществами. В 1942 году учёные из Портон-Дауна на острове Грюнард провели эксперименты со спорами сибирской язвы. В том же году в рамках подготовки к операции «Вегетарианец» было создано 5 миллионов порций корма для крупного рогатого скота, заражённых сибирской язвой. Этот корм предполагалось сбрасывать с самолёта над территорией Германии. Несмотря на то, что операция не была реализована, это было первое в истории массовое производство биологического оружия.

## В поп-культуре
- Портон-Даун упоминается в британских телесериалах «Призраки» (во второй серии третьего сезона[англ.], 2004)[источник не указан 2635 дней], «Доктор Мартин» (в 6-й серии третьего сезона, 2007)[источник не указан 2635 дней], «Шерлок» (в эпизоде «Собаки Баскервиля», 2012)[6].
- Grimbledon Down[англ.] — комикс-стрип британского карикатуриста Билла Тайди[англ.] (англ. Bill Tidy), публиковавшийся в журнале New Scientist с 26 марта 1970 года по 26 марта 1994 года. Место действия стрипа — вымышленная государственная исследовательская лаборатория, явно ссылающаяся на Портон-Даун[7].
- «Porton Down» — композиция Питера Хэммилла из альбома «pH7»[англ.] 1979 года[8][9].
- «Jeopardy» — песня британской рок-группы Skyclad из фолк-метал-альбома 1995 года «The Silent Whales of Lunar Sea», посвящённая Портон-Даун[10].